# Bluesiac
Bluesiac est un label discographique indépendant français de blues.

## Histoire
Le label, qui se dit spécialisé dans « le blues (en) fr » (le blues en français), est fondé en 2008 par Mike Lécuyer et Alain Ricard pour Brennus Music et distribué par Musea, puis Socadisc.
En novembre 2013, le festival Blues sur Seine, dans les Yvelines, accueille la Bluesiac Revue qui propose dans la même journée pas moins de 7 artistes du label chantant le blues en français.
En 2024, le label fait son entrée dans l'Encyclopédie du Rock en France de Christophe Goffette.

## Discographie
- 2008 : Mike Lécuyer : 19 777 879
- 2008 : Eric Ter : Chance
- 2008 : Mike Lécuyer : De Montparnasse à Montréal
- 2008 : Yann Lem : Entre blues et granit
- 2008 : Eric Ter : Nu-Turn
- 2012 : Jeff Toto Blues - Le Blues et moi
- 2012 : Les Witch Doctors - 14 heures par jour
- 2012 : Daniel Blanc and Co - Guitaroplasmose
- 2013 : Yann Lem - Hommages (CD 4 titres)
- 2013 : Guillaume Petite - Des hauts et des bas
- 2013 : Mike Lécuyer - L'Heure bleue
- 2013 : Les Chics Types - Alabama Blues (33-tours vinyle)
- 2014 : Les Blouzayeurs - Blues de là !
- 2014 : Daniel Blanc and Co - Uniquement Blues
- 2014 : Les Chics Types - Live au Millenium
- 2015 : ZU - Mûr pour le blues
- 2015 : Weeping Widows - Weeping Widows
- 2016 : Weeping Widows - Live à La Grangette
- 2016 : Les Semeurs de Blues (Jeff Toto Blues) : Toupie Blues
- 2017 : Mike Lécuyer - 5
- 2018 : Mickael Mazaleyrat - Gargantuesque
- 2019 : ZU et les Zigs - Acte I, Scène 1 En concert à la Grooverie
- 2019 : Jeff Toto Blues - Devil's Cigar Box
- 2020 : Raoul Ficel - Sur la route
- 2020 : CadiJo - C'est ainsi...
- 2021 : Mickael Mazaleyrat - Planète